# Bob Sinclar
Bob Sinclar, właściwie Christophe Le Friant (fr. [kʁistɔf lə fʁijɑ̃]) (ur. 10 maja 1969 w Bois-Colombes) – francuski producent muzyczny i DJ. Jest jednym z prekursorów francuskich brzmień muzyki house zwanej French house.

## Życiorys
Dorastał w dzielnicy Le Marais. Karierę rozpoczynał w 1986 roku pod pseudonimem Chris „The French Kiss”, zdobywając sporą popularność we Francji łącząc w swojej twórczości elementy hip-hopu, muzyki funk i R&B. Zaczął grać własne imprezy acid jazzowe i hip-hopowe.
Współpracował z Thomasem Bangalterem, członkiem formacji Daft Punk. Wspólnie nagrali płytę, przy użyciu której wykorzystali głos Jane Fondy, pochodzący z wydanych przez nią kaset fitness.
W 1994 roku wraz z DJ-em Yellow założył wytwórnię Yellow Production. Spopularyzował tzw. french touch w muzyce house. Muzyka ta charakteryzuje się użyciem dużej ilości sampli oraz elementów muzyki disco. Pochodzący z tamtych czasów singel I Feel For You doszedł na 9. miejsce francuskiej listy przebojów.
Kolejne lata przyniosły liczne eksperymenty: pracując pod pseudonimami The Mighty Bop i Reminiscence Quartet wydał liczne płyty hip-hopowe i acid jazzowe. Współtworzony przez niego projekt Africanism wykorzystywał z kolei elementy jazzu, muzyki latynoskiej i tradycyjnych przyśpiewek afrykańskich. W 1998 roku Christophe odszedł od acid jazzu i jako Bob Sinclar wydał debiutancką płytę Paradise, a dwa lata później ukazała się drugi album Champs Elysées (2000).
W 2006 roku wielką popularność w całej Europie zdobyły single Love generation, World, Hold On (Children Of The Sky) i Rock This Party, pochodzące z wydanej wiosną kolejnej płyty Western Dream.

## Dyskografia
- 1998: Paradise
- 2000: Champs Elysées
- 2003: III
- 2006: Western Dream
- 2007: Soundz of Freedom
- 2009: Born In 69
- 2012: Disco Crash
- 2013: Paris by Night (A Parisian Musical Experience)